# Max König (Brauereibesitzer)
Max König (* 19. September 1894 in Duisburg; † 6. September 1983 in Mülheim an der Ruhr) war ein deutscher Unternehmer in der Brauindustrie.

## Leben
Max König war ein Enkel Theodor Königs, des Gründers der König-Brauerei in Duisburg-Beeck. Nach dem Abitur 1912 am Gymnasium in Duisburg studierte Max König an der Albert-Ludwigs-Universität Freiburg und der Rheinischen Friedrich-Wilhelms-Universität Bonn Volkswirtschaftslehre. 1913 wurde er Mitglied des Corps Rhenania Bonn. Nach dem Ersten Weltkrieg, an dem er als Leutnant der Reserve teilnahm, setzte er das Studium an der Universität Frankfurt und der Julius-Maximilians-Universität Würzburg fort. 1920 wurde er zum Dr. rer. pol. promoviert.
Nach dem Studium trat er als Mitinhaber in die Leitung der König-Brauerei ein. 1925 wurde er Vorstand der Gesellschaft. Zusammen mit seinem Vetter Richard König dehnte er das Absatzgebiet der Brauerei über den Großraum Duisburg aus und etablierte das König Pilsener in wenigen Jahren im gesamten Rheinland als Premium-Marke. Nach dem Zweiten Weltkrieg baute er König Pilsener konsequent als nationale Biermarke aus. 1966 zog er sich aus der operativen Unternehmensführung zurück. Als er starb, war das Unternehmen als Marktführer auf dem Pils-Sektor und unter den Privatbrauereien etabliert.
König gehörte dem Beirat Essen-Dortmund-Duisburg der Deutschen Bank an.
Max König starb am 6. September 1983 in Mülheim an der Ruhr.

## Auszeichnungen
- im Ersten Weltkrieg: Eisernes Kreuz I. und II. Klasse
- 1953: Ehrenmitglied des Corps Rhenania Bonn
- 1964: Bundesverdienstkreuz 1. Klasse